# Jan Holze
Jan Holze (* 4. Januar 1981 in Stralsund) ist ein deutscher Sport- und Stiftungsfunktionär.

## Leben
Jan Holze wuchs in Neubrandenburg auf, wo er 1999 das Abitur ablegte. An der Universität Rostock studierte er von 2000 bis 2006 Betriebswirtschaftslehre und erlangte den Abschluss Diplom-Kaufmann. Während des Studiums legte er 2004 Auslandsaufenthalte an der Universität Nantes in Frankreich sowie 2004 und 2005 an der Lomonossow-Universität Moskau in Russland ein. Im April 2006 nahm er an der Johann Wolfgang Goethe-Universität Frankfurt am Main ein Zweitstudium im Fach Rechtswissenschaften auf, welches er ab Oktober 2007 an der Westfälischen Wilhelms-Universität Münster (WWU) fortsetzte und 2013 mit dem zweiten Staatsexamen abschloss. An der WWU Münster war Holze von Oktober 2013 bis Mai 2015 als Wissenschaftlicher Mitarbeiter tätig.
Von Juni 2015 bis Juni 2020 war Holze Geschäftsführer und Vorstandsmitglied der Ehrenamtsstiftung MV. Im Mai 2020 wurde er zum Gründungs-Vorstand der Deutschen Stiftung für Engagement und Ehrenamt benannt.
Seit 2020 ist Holze Mitglied des Zukunftsrates des Landes Mecklenburg-Vorpommern, der unter Zuhilfenahme der Agenda 2030 der Vereinten Nationen mit den 17 Nachhaltigkeitszielen Empfehlungen für das Land erarbeitet.

## Engagement im Sport
Holze begann 1995 sein Engagement im Sport als Jugendsprecher im SV Fortuna 50 Neubrandenburg, bei dem er zehn Jahre lang Handball spielte. Zwischen 1998 und 2012 war Holze ehrenamtliches Vorstandsmitglied der Sportjugend Mecklenburg-Vorpommern im Landessportbund Mecklenburg-Vorpommern.
Von 2005 bis 2011 saß er als Vertreter des Deutschen Nationalkomitees für Internationale Jugendarbeit im Rat der Mitglieder des Europäischen Jugendforums, von 2005 bis 2015 war er Vorsitzender der Jugendorganisation der ENGSO, einer pan-europäischen Organisation für nationale Sportverbände und nationale Olympische Komitees, und von 2015 bis 2017 ENGSO-Vizepräsident. Im Zeitraum von 2010 bis 2016 hatte Holze das Amt des stellvertretenden Vorstandsvorsitzenden der Plattform Ernährung und Bewegung inne.
Im Oktober 2016 wurde Holze mit 97,5 Prozent der Stimmen in geheimer Abstimmung als Nachfolger von Ingo Weiss zum Vorsitzenden der Deutschen Sportjugend (DSJ) gewählt, nachdem er zuvor bereits seit 2010 stellvertretender Vorsitzender der DSJ gewesen war. Als DSJ-Vorsitzender zog er automatisch auch in das Präsidium des Deutschen Olympischen Sportbundes (DOSB) sowie in den Vorstand der Deutschen Olympischen Akademie Willi Daume ein.
In der Deutschen Sportjugend setzte sich Holze für einen offenen Umgang des Sports mit den Themen Kinderschutz und Vorbeugung sexualisierter Gewalt ein. So forderte er in einem Interview mit der Frankfurter Allgemeinen Zeitung, dass „Kinderschutz im Sport [...] nicht verhandelbar“ sei. Er setzte sich zudem gegen ein verpflichtendes soziales Jahr ein und plädierte vielmehr für einen Rechtsanspruch junger Menschen auf einen Freiwilligendienst. In der Corona-Pandemie setzte sich Holze für Bewegungs- und Sportangebote für Kinder und Jugendliche ein. Er engagiert sich des Weiteren für den internationalen Jugendaustausch über das Medium Sport, insbesondere mit Frankreich, Russland, Israel und Japan. So wirkte er als stellvertretender Beiratsvorsitzender im Deutsch-Französischen Jugendwerk (bis 2020) sowie im Kuratorium der Stiftung Deutsch-Russischer Jugendaustausch (bis 2020) mit. Von 2015 an war Holze Mitglied im Programmausschuss von RTL II (bis 2020).
2020 endete seine Amtszeit als Vorsitzender der Deutschen Sportjugend, er bewarb sich nicht um eine Wiederwahl.
Auf dem Verbandstag des Handballverbandes Mecklenburg-Vorpommern im Juni 2022 wurde Holze zum Verbandspräsident gewählt.

## Aufbau der Ehrenamtsstiftung Mecklenburg-Vorpommern
Holze wurde im Juni 2015 als hauptamtlicher Geschäftsführer damit betraut, im Land Mecklenburg-Vorpommern eine Stiftung zur Unterstützung des Ehrenamtes aufzubauen. Das Ansinnen der Landesregierung mit Ministerpräsident Erwin Sellering an der Spitze stand anfänglich unter erheblicher öffentlicher Kritik. Es gelang jedoch, die Sinnhaftigkeit der Ehrenamtsstiftung klarzustellen. Die Unterstützungsmöglichkeiten der Ehrenamtsstiftung MV werden vom Ehrenamt in Anspruch genommen. Zudem baute Holze Verbindungen zwischen den für das Ehrenamt zuständigen Mitgliedern der Landesregierung und der Zivilgesellschaft auf, um Verbesserungen für das Ehrenamt in Mecklenburg-Vorpommern zu erreichen. Darüber hinaus engagierte sich Holze im Landesausschuss der Stiftungen für das Stiftungswesen in Mecklenburg-Vorpommern. Diese Tätigkeit endete am 30. Juni 2020, als er zur Deutschen Stiftung für Engagement und Ehrenamt wechselte.

## Aufbau der Deutschen Stiftung für Engagement und Ehrenamt
Die von der Deutschen Bundesregierung und dem Deutschen Bundestag gegründete Deutsche Stiftung für Engagement und Ehrenamt nahm ihre operative Tätigkeit am 1. Juli 2020 auf. Die Stiftung soll das bürgerschaftliche Engagement und das Ehrenamt in Deutschland, insbesondere in strukturschwachen und ländlichen Räumen stärken und fördern. Holze wurde neben Katarina Peranić in den Gründungsvorstand der Stiftung berufen. Jan Holze setzt sich insbesondere für bürokratische Erleichterungen im Ehrenamt ein. So äußerte er in der FAZ am 14. April 2021 „wenig Verständnis“ für die neuen Regelungen des Transparenzregisters, was schließlich zu Vereinfachungen für Vereine führte. Gegenüber dem Tagesspiegel wies Jan Holze darauf hin, dass „die Stiftung [...] jedenfalls auch in Zukunft den Finger immer wieder in die Wunde legen und den Sorgen der Ehrenamtlichen Gehör verschaffen“ wird. Im Gründungsjahr 2020 war der Andrang auf die Stiftungsmittel derart groß, dass die Stiftung das Zehnfache ihrer verfügbaren Mittel hätte ausschütten können. Der 2021 geschlossene Koalitionsvertrag sieht vor, dass die Stiftung in ihrem Förderauftrag gestärkt und ihre Mittel erhöht werden sollen.